# San Martín de Oscos
San Martín de Oscos (Samartín d'Ozcos en asturien) est une commune (concejo aux Asturies) située dans la communauté autonome des Asturies en Espagne. 

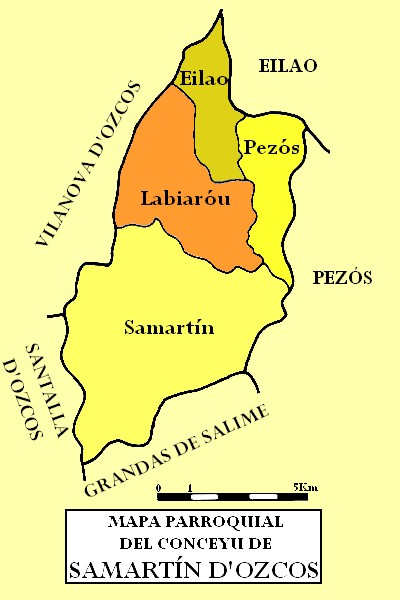

Elle est bordée au nord par la commune d'Illano, au sud par Grandas de Salime, à l'est par Pesoz et à l'ouest par Santa Eulalia et Villanueva de Oscos, deux communes avec lesquelles San Martín forme la comarque d'Oscos-Eo, qui, jusqu'au milieu du XXe siècle, était mal desservie, économiquement déprimée et généralement peu connue. Sa superficie totale est de 66,56 km² et son réseau routier actuel, très étendu, s'articule autour de la route régionale AS-11, qui part de Vegadeo en direction de Pesoz, via Puerto de la Garganta. 
San Martín, située dans la partie sud du territoire, se trouve à une altitude de 697 mètres et abrite plus de la moitié de la population totale de la commune. Tout le territoire possède un dialecte marqué et caractéristique, très proche de la langue galicienne. C'est l'une des municipalités où l'on parle l'éonavien (ou le galicien-asturien).

## Paroisses
San Martín de Oscos est constituée de 4 paroisses civiles :
- Illano
- Labiarón
- Oscos
- Pesoz (San Martín de Oscos)

## Histoire
Des découvertes datant de l'âge de pierre confirment l'occupation précoce de la région. On a ainsi trouvé des dolmens qui sont encore aujourd'hui des témoignages très impressionnants de cette époque. Dans les communes voisines, des tumulus et plusieurs châteaux-forts témoignent encore aujourd'hui de la colonisation par les Galiciens et les Asturiens.

## Géographie
Le sous-sol, principalement composé de calcaire et de schiste, avec le Pico A Vaga (1 081 m) comme point culminant, est typique de la région.

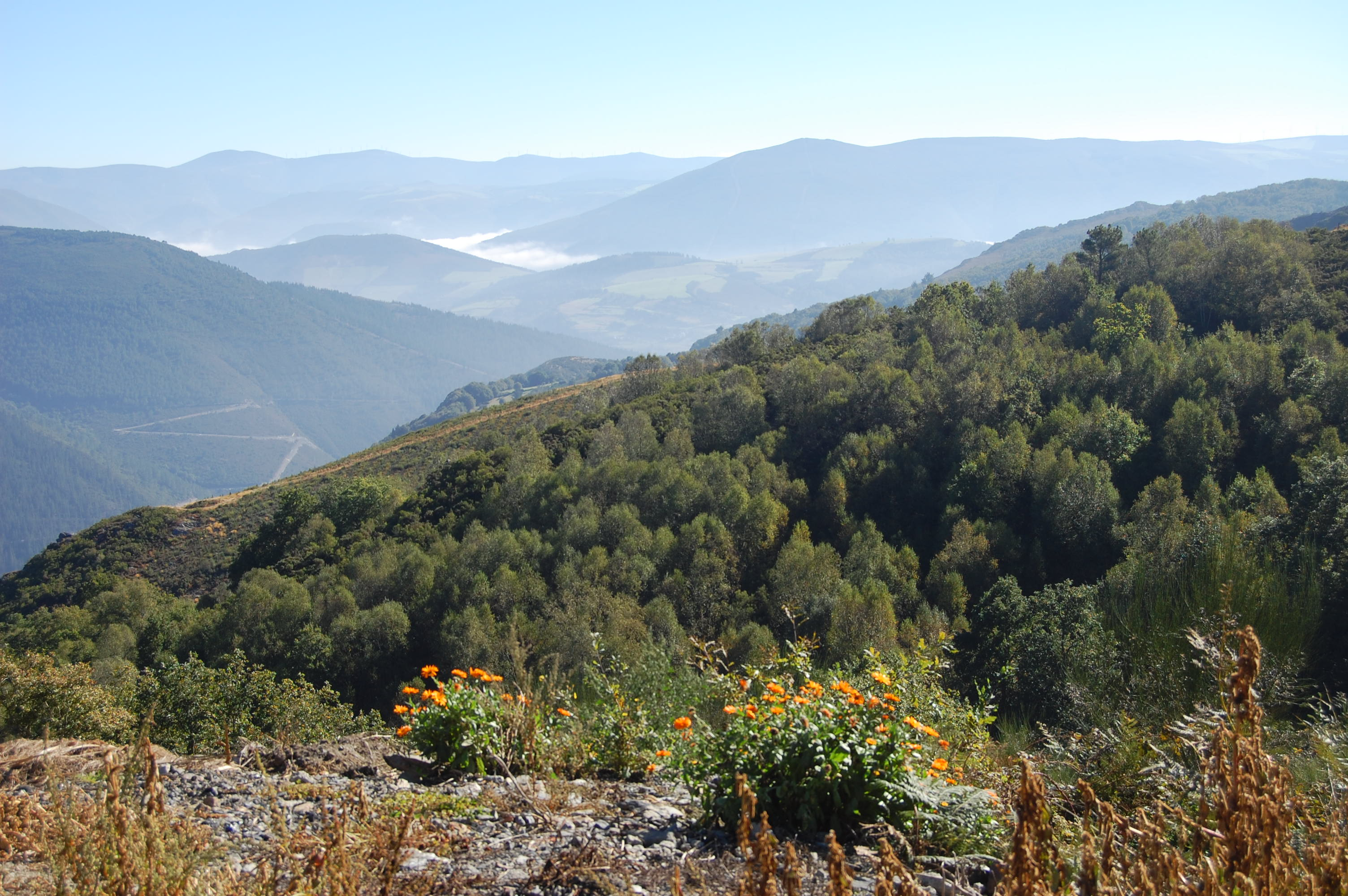
La route Mazo de Mon, San Martín de Oscos.

Les rivières les plus importantes sont l'Ahio, le Sotuelo et la Ferreira, ces deux dernières se jetant dans la première, qui se jette à son tour dans l'Agüeira à Pesoz. Ils appartiennent tous au bassin hydrographique de Navia et traversent la zone septentrionale. Dans la zone la plus fertile, il convient de mentionner la rivière San Martín ou Candal, également affluent de l'Agüeira. Outre tous ces cours d'eau, San Martín est une terre où l'on trouve de nombreux ruisseaux et rivières qui étaient autrefois utilisés avec des moulins et des forges.
Son climat, même dans le cadre du climat asturien général adouci par la proximité du Gulf Stream, est très froid et rude en hiver, avec des étés frais et courts. Les chutes de neige sont fréquentes en hiver, et elles peuvent être importantes et entraver sérieusement les communications routières.